# Liste des Premiers ministres du Népal
Le poste de Premier ministre du Népal a été créé en 1799.

## Royaume du Népal(1857-2008)
| Nom                                | Début             | Fin               |
| ---------------------------------- | ----------------- | ----------------- |
| Shri Krishna Bahadur Rana          | 1857              | 1857              |
| Jang Bahadur Rana                  | 1857              | 1877              |
| Rana Udip Singh Bahadur Rana       | 1877              | 1885              |
| Bir Shumsher Jang Bahadur Rana     | 1885              | 1901              |
| Dev Shumsher Jang Bahadur Rana     | 1901              | 1901              |
| Chandra Shumsher Jang Bahadur Rana | 1901              | 1929              |
| Bhim Shumsher Jang Bahadur Rana    | 1929              | 1932              |
| Juddha Shamsher Jang Bahadur Rana  | 1932              | 29 novembre 1945  |
| Padma Shamsher Jang Bahadur Rana   | 29 novembre 1945  | 30 avril 1948     |
| Mohan Shamsher Jang Bahadur Rana   | 30 avril 1948     | 16 novembre 1951  |
| Matrika Prasad Koirala             | 16 novembre 1951  | 14 août 1952      |
| Roi Tribhuvan Shah                 | 14 août 1952      | 15 juin 1953      |
| Matrika Prasad Koirala             | 15 juin 1953      | 14 avril 1955     |
| Roi Mahendra Bir Bikram Shah       | 14 avril 1955     | 27 janvier 1956   |
| Tanka Prasad Acharya               | 27 janvier 1956   | 26 juillet 1957   |
| Kunwar Indrajit Singh              | 26 juillet 1957   | 15 mai 1958       |
| Subarna Shamshir Jang Bahadur Rana | 15 mai 1958       | 27 mai 1959       |
| Bishweshwar Prasad Koirala         | 27 mai 1959       | 26 décembre 1960  |
| Tulsi Giri                         | 26 décembre 1960  | 23 décembre 1963  |
| Surya Bahadur Thapa                | 23 décembre 1963  | 26 février 1964   |
| Tulsi Giri                         | 26 février 1964   | 26 janvier 1965   |
| Surya Bahadur Thapa                | 26 janvier 1965   | 7 avril 1969      |
| Kirti Nidhi Bista                  | 7 avril 1969      | 13 avril 1970     |
| Gehendra Bahadur Rajbhandary       | 13 avril 1970     | 14 avril 1971     |
| Kirti Nidhi Bista                  | 14 avril 1971     | 16 juillet 1973   |
| Nagendra Prasad Rijal              | 16 juillet 1973   | 1er décembre 1975 |
| Tulsi Giri                         | 1er décembre 1975 | 12 septembre 1977 |
| Kirti Nidhi Bista                  | 12 septembre 1977 | 30 mai 1979       |
| Surya Bahadur Thapa                | 30 mai 1979       | 12 juillet 1983   |
| Lokendra Bahadur Chand             | 12 juillet 1983   | 21 mars 1986      |
| Nagendra Prasad Rijal              | 21 mars 1986      | 15 juin 1986      |
| Marich Man Singh Shrestha          | 15 juin 1986      | 6 avril 1990      |
| Lokendra Bahadur Chand             | 6 avril 1990      | 19 avril 1990     |
| Krishna Prasad Bhattarai           | 19 avril 1990     | 26 mai 1991       |
| Girija Prasad Koirala              | 26 mai 1991       | 30 novembre 1994  |
| Man Mohan Adhikari                 | 30 novembre 1994  | 12 septembre 1995 |
| Sher Bahadur Deuba                 | 12 septembre 1995 | 12 mars 1997      |
| Lokendra Bahadur Chand             | 12 mars 1997      | 7 octobre 1997    |
| Surya Bahadur Thapa                | 7 octobre 1997    | 15 avril 1998     |
| Girija Prasad Koirala              | 15 avril 1998     | 31 mai 1999       |
| Krishna Prasad Bhattarai           | 31 mai 1999       | 22 mars 2000      |
| Girija Prasad Koirala              | 22 mars 2000      | 26 juillet 2001   |
| Sher Bahadur Deuba                 | 26 juillet 2001   | 4 octobre 2002    |
| Roi Gyanendra Bir Bikram Shah Dev  | 4 octobre 2002    | 11 octobre 2002   |
| Lokendra Bahadur Chand             | 11 octobre 2002   | 5 juin 2003       |
| Surya Bahadur Thapa                | 5 juin 2003       | 3 juin 2004       |
| Sher Bahadur Deuba                 | 3 juin 2004       | 1er février 2005  |
| Roi Gyanendra Bir Bikram Shah Dev  | 1er février 2005  | 28 avril 2006     |
| Girija Prasad Koirala              | 28 avril 2006     | 28 mai 2008       |

## République démocratique fédérale du Népal(depuis 2008)

### Période de transition (2008-2018)
| Nom                      | Début           | Fin             |
| ------------------------ | --------------- | --------------- |
| Girija Prasad Koirala    | 28 mai 2008     | 18 août 2008    |
| Pushpa Kamal Dahal       | 18 août 2008    | 23 mai 2009     |
| Madhav Kumar Nepal       | 23 mai 2009     | 3 février 2011  |
| Jhala Nath Khanal        | 3 février 2011  | 14 août 2011    |
| Baburam Bhattarai        | 28 août 2011    | 14 mars 2013    |
| Khil Raj Regmi           | 14 mars 2013    | 11 février 2014 |
| Sushil Koirala           | 11 février 2014 | 12 octobre 2015 |
| Khadga Prasad Sharma Oli | 12 octobre 2015 | 4 août 2016     |
| Pushpa Kamal Dahal       | 4 août 2016     | 7 juin 2017     |
| Sher Bahadur Deuba       | 7 juin 2017     | 15 février 2018 |

### République (depuis 2018)
| No | Portrait | Nom                      | Élections | Mandat           | Mandat           | Mandat                    | Parti politique | Parti politique |
| No | Portrait | Nom                      | Élections | Début            | Fin              | Durée                     | Parti politique | Parti politique |
| -- | -------- | ------------------------ | --------- | ---------------- | ---------------- | ------------------------- | --------------- | --------------- |
| 1  |          | Khadga Prasad Sharma Oli | 2017      | 15 février 2018  | 13 juillet 2021  | 3 ans, 4 mois et 28 jours |                 | PC-MLU          |
| 2  |          | Sher Bahadur Deuba       | –         | 13 juillet 2021  | 26 décembre 2022 | 1 an, 5 mois et 13 jours  |                 | NC              |
| 3  |          | Pushpa Kamal Dahal       | 2022      | 26 décembre 2022 | 15 juillet 2024  | 1 an, 6 mois et 19 jours  |                 | PCN-M           |
| 4  |          | Khadga Prasad Sharma Oli | –         | 15 juillet 2024  | en cours         | 11 mois et 24 jours       |                 | PC-MLU          |